# FOXH1
FOXH1 (англ. Forkhead box H1) – білок, який кодується однойменним геном, розташованим у людей на короткому плечі 8-ї хромосоми. Довжина поліпептидного ланцюга білка становить 365 амінокислот, а молекулярна маса — 39 257.
| 10         |  | 20         |  | 30         |  | 40         |  | 50         |
| ---------- |  | ---------- |  | ---------- |  | ---------- |  | ---------- |
| MGPCSGSRLG |  | PPEAESPSQP |  | PKRRKKRYLR |  | HDKPPYTYLA |  | MIALVIQAAP |
| SRRLKLAQII |  | RQVQAVFPFF |  | REDYEGWKDS |  | IRHNLSSNRC |  | FRKVPKDPAK |
| PQAKGNFWAV |  | DVSLIPAEAL |  | RLQNTALCRR |  | WQNGGARGAF |  | AKDLGPYVLH |
| GRPYRPPSPP |  | PPPSEGFSIK |  | SLLGGSGEGA |  | PWPGLAPQSS |  | PVPAGTGNSG |
| EEAVPTPPLP |  | SSERPLWPLC |  | PLPGPTRVEG |  | ETVQGGAIGP |  | STLSPEPRAW |
| PLHLLQGTAV |  | PGGRSSGGHR |  | ASLWGQLPTS |  | YLPIYTPNVV |  | MPLAPPPTSC |
| PQCPSTSPAY |  | WGVAPETRGP |  | PGLLCDLDAL |  | FQGVPPNKSI |  | YDVWVSHPRD |
| LAAPGPGWLL |  | SWCSL      |  |            |  |            |  |            |

A: Аланін

C: Цистеїн

D: Аспарагінова кислота

E: Глутамінова кислота

F: Фенілаланін

G: Гліцин

H: Гістидин

I: Ізолейцин

K: Лізин

L: Лейцин

M: Метіонін

N: Аспарагін

P: Пролін

Q: Глутамін

R: Аргінін

S: Серин

T: Треонін

V: Валін

W: Триптофан

Кодований геном білок за функцією належить до активаторів. 
Задіяний у таких біологічних процесах, як транскрипція, регуляція транскрипції. 
Білок має сайт для зв'язування з ДНК. 
Локалізований у ядрі.